# Simeó el Just
|  | Per al personatge del Nou Testament, vegeu Simeó (personatge bíblic). |

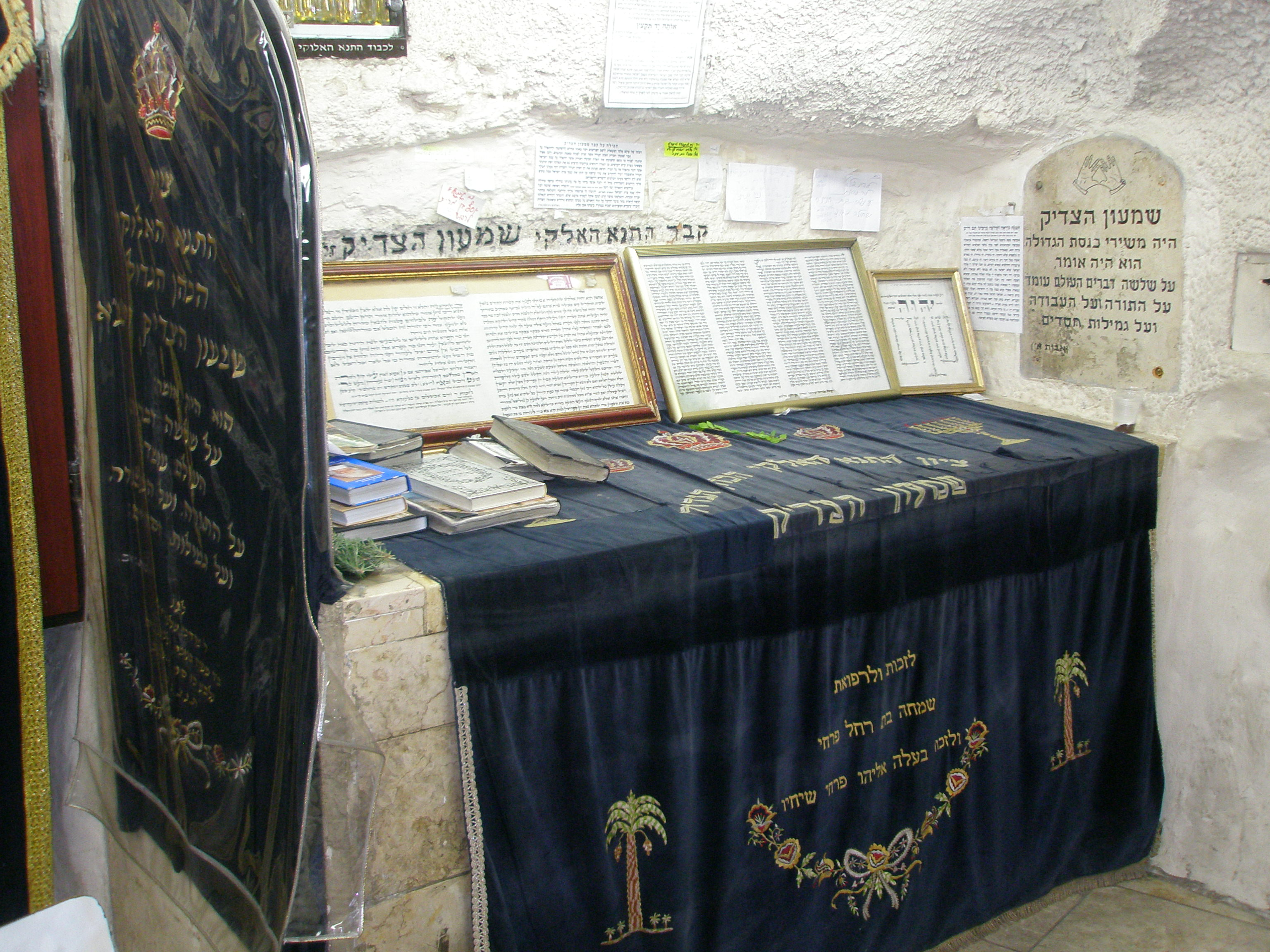
Tomba de Simeó el Just a Jerusalem

Simeó el Just (en hebreu שמעון הצדיק, Shimon HaTzaddik) fou un summe sacerdot jueu durant l'època del Segon Temple. També és conegut perquè algunes visions seves estan documentades a la Mixnà.